# L'Affaire Marcorelle
Pour plus de détails, voir Fiche technique et Distribution.
L'Affaire Marcorelle est un film français réalisé par Serge Le Péron, sorti en 2000.

## Synopsis
François Marcorelle est juge d’instruction au tribunal de Chambéry. Un soir, il se retrouve dans la chambre d’une jeune Polonaise qu’il a rencontrée dans un restaurant de la ville. Mais un meurtre est commis dans cette chambre, semble-t-il par lui-même. Personne qui fait des cauchemars très fréquemment, il ne sait plus s’il s’agit d’un rêve ou pas. Mais il va finir par être persuadé de la réalité quand il revoit la jeune fille quelques jours plus tard.

## Fiche technique
Sauf indication contraire, les informations mentionnées dans cette section peuvent être confirmées par la base de données cinématographiques IMDb,  présente dans la section « Liens externes ».
- Titre original : L'Affaire Marcorelle
- Réalisation : Serge Le Péron
- Scénario : Serge Le Péron
- Direction artistique : Patrick Durand
- Décors : Patrick Durand
- Costumes : Anne Autran
- Photographie : Ivan Kozelka
- Montage : Janince Jones
- Musique : Antoine Duhamel
- Production déléguée : Vincent Roget
- Production : Euripide Productions
- Société(s) de distribution : Euripide Productions
- Pays d'origine :   France
- Langue originale : français
- Format :  color - son  Dolby
- Genre : drame
- Durée : 96 minutes
- Dates de sortie :
- France : 13 septembre 2000
- Belgique : 7 juillet 2001

## Distribution
- Jean-Pierre Léaud : François Marcorelle
- Irène Jacob : Agneska
- Mathieu Amalric : Fourcade
- Philippe Khorsand : Georges
- Dominique Reymond : Claudie Marcorelle
- Hélène Surgère : Mlle Pingaux
- Philippe Morier-Genoud : Le commissaire de police
- Hervé Pierre : Robert Viguier
- Marc Betton : Le procureur Puyricard
- Christian Bouillette : Alain Bignon
- Jean-Henri Roger : Youri Stépanovitch
- Sabine Bail ; La caissière du cinéma
- Paulette Bouvet : La spectatrice témoin
- Sabine Lenoël : La fille rousse du cinéma
- Jean Narboni : Voix

## Autour du film
- Le tournage s'est déroulé dans la région de Chambéry
- Le film a été présenté à la Quinzaine des Réalisateurs du Festival de Cannes 2000 [1]